# Tamako Market
Tamako Market (たまこまーけっと Tamako Māketto) ist der Name einer zwölfteiligen Anime-Fernsehserie des Animationsstudios Kyōto Animation bei der Naoko Yamada Regie führte und das Drehbuch von Reiko Yoshida geschrieben wurde. Die Serie wurde zwischen dem 10. Januar 2013 und dem 28. März gleichen Jahres im japanischen Fernsehen ausgestrahlt.
In Nordamerika wurde die Serie von Sentai Entertainment lizenziert und wurde dort bei Anime Network gezeigt. Im Vereinigten Königreich erfolgte eine Ausstrahlung via Anime on Demand. Es erfolgte eine Umsetzung als Light Novel. Zudem wurde ein Sequel der Serie als Kinofilm produziert.
Auch wurden die Serie und der Film auf DVD und Blu-ray veröffentlicht.

## Handlung
Tamako Kitashirakawa ist die älteste Tochter einer Familie, die in dritter Generation ein Mochi-Geschäft im Usagiyama-Einkaufsviertel (うさぎ山商店街 Usagiyama Shōtengai) führen. Eines Tages begegnet Tamako einen sprechenden Vogel namens Dera Mochimazzi, der aus einem weit entfernten Land nach Japan gekommen ist, um eine Frau für den Prinzen des Landes zu finden. Nachdem Dera aufgrund des vielen gegessenen Mochi übergewichtig wird endet er als Schmarotzer im Haus von Tamakos Familie.
Die Serie folgt dem Alltagsleben von Tamako, ihren Freunden, ihrer Familie, den Nachbarn und Dera. Auch wird auf das Seelenleben der Charakter, speziell das von Tamako und ihrem besten Freund Mōchizo, der heimlich in Tamako verliebt ist, eingegangen.

## Adaptionen

### Anime
Tamako Market ist eine zwölfteilige Animeserie, die von Kyōto Animation produziert und zwischen dem 10. Januar 2013 und dem 28. März gleichen Jahres im japanischen Fernsehen unter anderem auf Tokyo MX gesendet wurde. Regie führte Naoko Yamada und das Drehbuch stammt aus der Feder von Reiko Yoshida. Die künstlerische Leitung übernahm Ikuko Tamine; Yukiko Horiguchi zeigte sich für das Charakterdesign zuständig. Die musikalische Leitung hatte Yota Tsuruoka inne während die in der Fernsehserie genutzte Musik von Tomoko Tamaoka komponiert wurde.
Das Lied, welches im Vorspann zu hören ist, heißt Dramatic Market Ride (ドラマチックマーケットライド Doramachikku Māketto Raido) und wurde von Aya Suzaki unter ihrer Charakter-Rolle Tamako Kitashirakawa interpretierte. Auch das Abspannlied Neguse (ねぐせ Bedhead) sang Suzaki in ihrer Rolle von Tamako.

### Light Novel
Am 8. April 2013 erschien über dem KA Esma Bunko eine Light Novel basierend auf Tamako Market, die von Mutsuki Ichinose geschrieben und von Yukiko Horiguchi illustriert wurde.
Zum Kinofilm Tamako Love Story entstand ebenfalls eine Light Novel.

### Film
Am 26. April 2014 kam mit Tamako Love Story eine Fortsetzung in die japanischen Kinos. Diese wurde ebenfalls von Kyōto Animation unter der Regie von Naoko Yamada produziert. Auch die übrigen Mitarbeiter und die Synchronsprecher, bei an der Entstehung der Animeserie beteiligt waren, wurden für die Erarbeitung des Kinofilms engagiert.
Bis Mai des Jahres 2014 spielte der Kinofilm knapp 125 Millionen Yen in Japan ein. Regisseurin Naoko Yamada gewann für Tamako Love Story den Media Arts Award in der Kategorie Bester Newcomer (englisch New Face Award) im Bereich Animation.

## Synchronisation

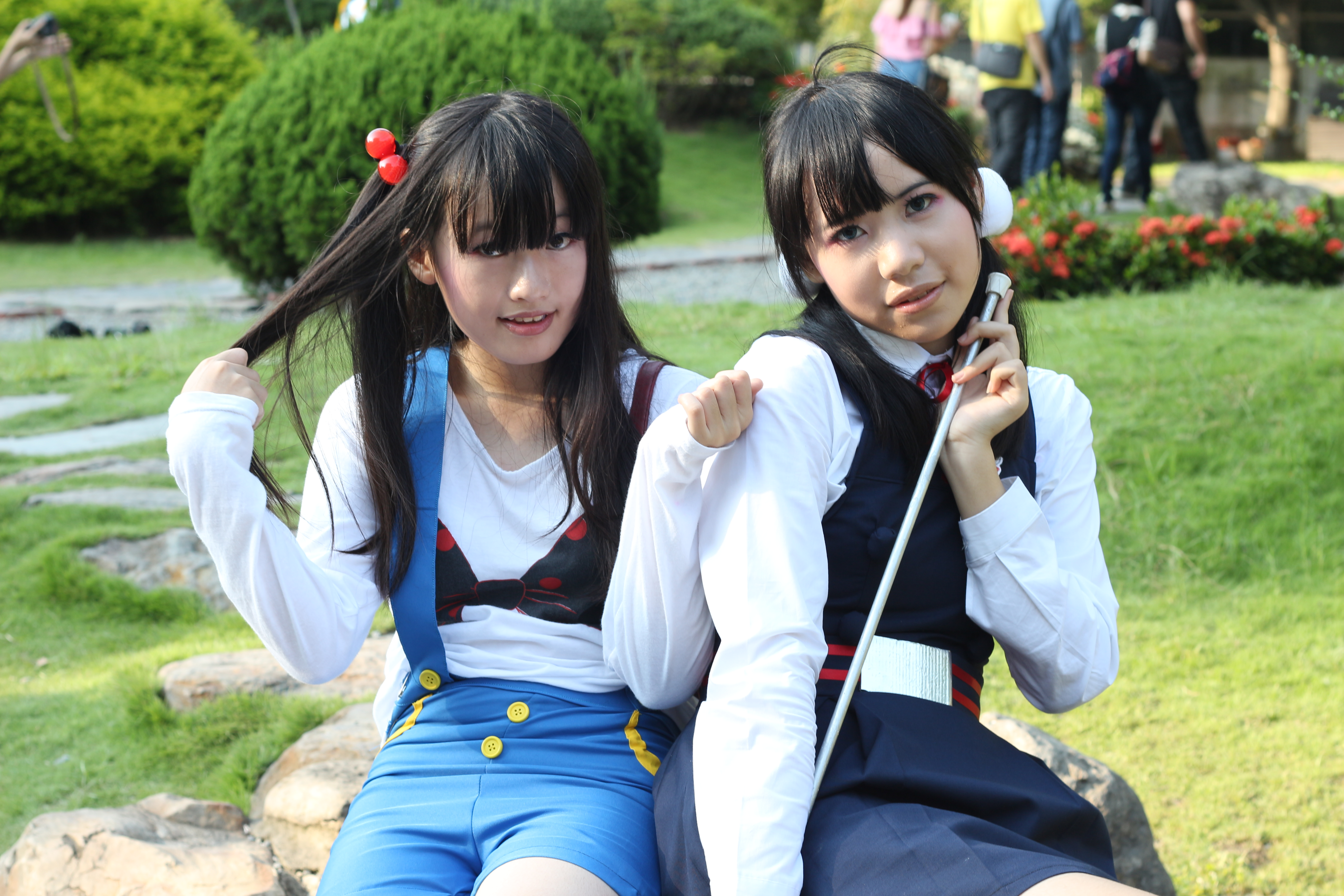
Cosplayerinnen als Anko Kitashirakawa und Tamako Kitashirakawa, 2014.

| Rolle                 | Japanischer Sprecher (Seiyū) |
| --------------------- | ---------------------------- |
| Tamako Katashirakawa  | Aya Suzaki                   |
| Dera Mochimazzi       | Takumi Yamazaki              |
| Mochizō Ōji           | Atsushi Tamaru               |
| Kanna Makino          | Juri Nagatsuma               |
| Mamedai Kitashirakawa | Keiji Fujiwara               |
| Anko Kitashirakawa    | Rina Hidaka                  |
| Fuku Kitashirakawa    | Tomomichi Nishimura          |
| Midori Tokiwa         | Yūki Kaneko                  |
| Shiori Asagiri        | Yurie Yamashita              |
| Choi Mochimazzi       | Yuri Yamaoka                 |
| Kaoru Hanase          | Daisuke Ono                  |
| Takashi Uotani        | Ken Narita                   |
| Kunio Yaobi           | Kōji Tsujitani               |
| Fumiko Mitsumura      | Kumiko Watanabe              |
| Chōji Yumoto          | Kyōsei Tsukui                |
| Tadanao Shiraki       | Naoya Nosaka                 |
| Mari Uotani           | Yōko Hikasa                  |
| Tomio Shimizu         | Yoshihisa Kawahara           |
| Sayuri Yumoto         | Junko Iwao                   |

## Veröffentlichungen
Tamako Market wurde in Japan zunächst auf sechs DVD veröffentlicht, die jeweils zwei Episoden aufweisen. Die erste DVD enthielt neben den beiden Episoden weitere Extras wie einen zusätzlichen Kurz-Anime mit dem Titel Dera’s Bar, Bilder, Videos der Vor- und Abspanntitel ohne Einblendungen, eine Hörspiel- und eine Single-CD.
Sentai Entertainment lizenzierte die Serie für Nordamerika, wo der Anime auf Anime Network gezeigt wurde. Anime on Demand übertrug die Animeserie ebenfalls.